# Il Prato (Firenze)

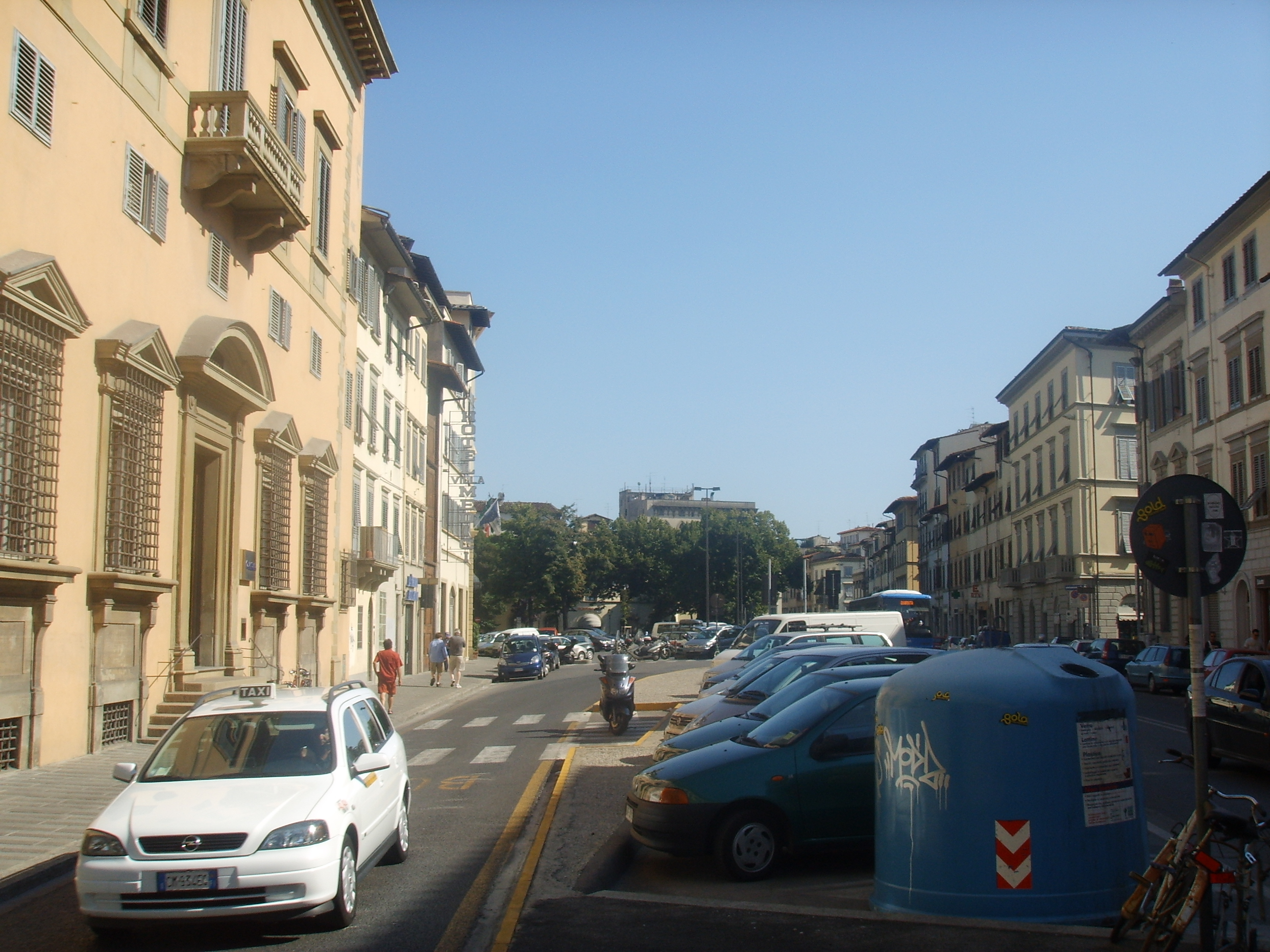
Il Prato verso est

Con Il Prato (o Prato di Ognissanti) si indica un grande slargo nella zona ovest del centro storico di Firenze che rappresenta una delle più grandi piazze della città. Sebbene nelle lapidi sia indicato semplicemente come "Il Prato" e abbia la forma di una piazza, nello stradario cittadino è considerata una via, con la numerazione pari sul lato nord e dispari su quello sud. 

## Storia e descrizione
Il Prato era una zona sterrata e non lastricata incuneata fra l'area di influenza del convento domenicano di Santa Maria Novella e quello degli Umiliati di Ognissanti e ospitava anche l'ospedale per lebbrosi che la rendeva piuttosto malsana. Dopo l'inclusione nell'ultima cinta muraria trecentesca venne destinata al mercato settimanale del bestiame.
Dominato dalla Porta al Prato che vi si apre, è stato un importante snodo viario sin dal medioevo, ma solo in epoca Granducale la zona venne riqualificata, con il sorgere di numerosi palazzi, tra i quali uno dei primi fu il Palazzo Corsini al Prato. 
Dalla metà del Cinquecento infatti la zona subì una vera rinascita divenendo luogo di rappresentanza e passeggio, una riqualificazione suggellata dalle nozze fra il Granduca Ferdinando I e Cristina di Lorena nel 1589, che si svolsero proprio in questa area, magnificamente arredata da scenografie creata dai grandi artisti di corte come il Giambologna, Bartolomeo Ammannati e Bernardo Buontalenti.
Al tempo del Palio dei barberi qui veniva montato il palco granducale per assistere alla partenza della corsa dei cavalli, che sfrecciavano dalla vicina Via del Ponte alle Mosse, passando dalla Porta. Nel XIX secolo venne appositamemente edificato per questo scopo l'edificio con le semicolonne in angolo con via Curtatone, originariamente una delle architetture più interessanti dello stile neoclassico a Firenze, molto manomessa in seguito. La costruzione venne affidata all'architetto Luigi de Cambray Digny e fu completato tra il 1819 e il 1827. Il loggiato dal quale il granduca assisteva agli spettacoli ha infatti le arcate ormai tamponate. 
Oggi il Prato è ancora un trafficato snodo viario. Vi si affacciano il Teatro L'Amicizia e alcune istituzioni religiose, come l'ex-convento dei Santi Maria e Giuseppe sul Prato e, nelle vicinanze, la chiesa di Santa Lucia sul Prato. Accanto al già citato palazzo Corsini, riconoscibile dal lungo balcone, si trova sulla destra un secondo palazzo dei Corsini costruito nel 1860 da Ulisse Faldi.
Nel grande palazzo che oggi è occupato da un hotel cinque stelle sorgeva un ospedale per i lebbrosi chiamato di Sant'Jacopo e Sant'Eusebio al Prato, fondato nel 1186, e già occupato dal monastero di Sant'Anna sul Prato. Oggi viene ricordato come il Palazzo Stiozzi Ridolfi, e recava fino al 2019 sulla facciata un complesso stemma araldico sostenuto da due enormi angeli in terracotta, rimosso per restauri e non ancora ricollocato.
L'estremità est è quella dall'aspetto più ottocentesco, con il palazzo neogotico costruito verso la metà dell'Ottocento dall'architetto milanese Ignazio Villa. Questa struttura un tempo era la più importante in questo stile della città, ed uno degli esempi più significativi di neogotico in Italia, ma in seguito alla perdita di molte delle decorazioni originali oggi appare meno appariscente. 
L'edificio a pianta circolare al centro dello slargo sul lato est è la cosiddetta Rotonda dei Barbetti, fatta costruire verso il 1845 e acquistata da Angelo Barbetti nel 1863. 
Davanti alla rotonda è stata collocata una fontana ottocentesca proveniente da piazza dei Mozzi in Oltrarno: un'incisione ricorda le imprese di Napoleone e reca impressa la data 1810, mentre una seconda lapide ricorda che venne spostata nella sua attuale collocazione nel 1882. Sul lato est si trovano del tracce dell'antico ospedale di San Bartolomeo. 
Sul lato opposto si trova l'edificio neoclassico della Loggia Reale, opera di Luigi Cambrai Digny, dalla quale il Granduca assisteva al palio dei Barberi.

## Curiosità
- Un alto edificio con la facciata coperta da pannelli in legno sul Prato è dove viene conservato durante l'anno il Brindellone, l'alto carro di legno usato durante la festa dello scoppio del carro. La mattina di Pasqua una processione guidata da due buoi bianchi adornati porta il Brindellone in Piazza del Duomo.
- Porta al Prato prende il nome da questo Piazzale e non dal fatto che da essa si dipani la strada che porta anche verso Prato.